# Яйцо (пищевой продукт)

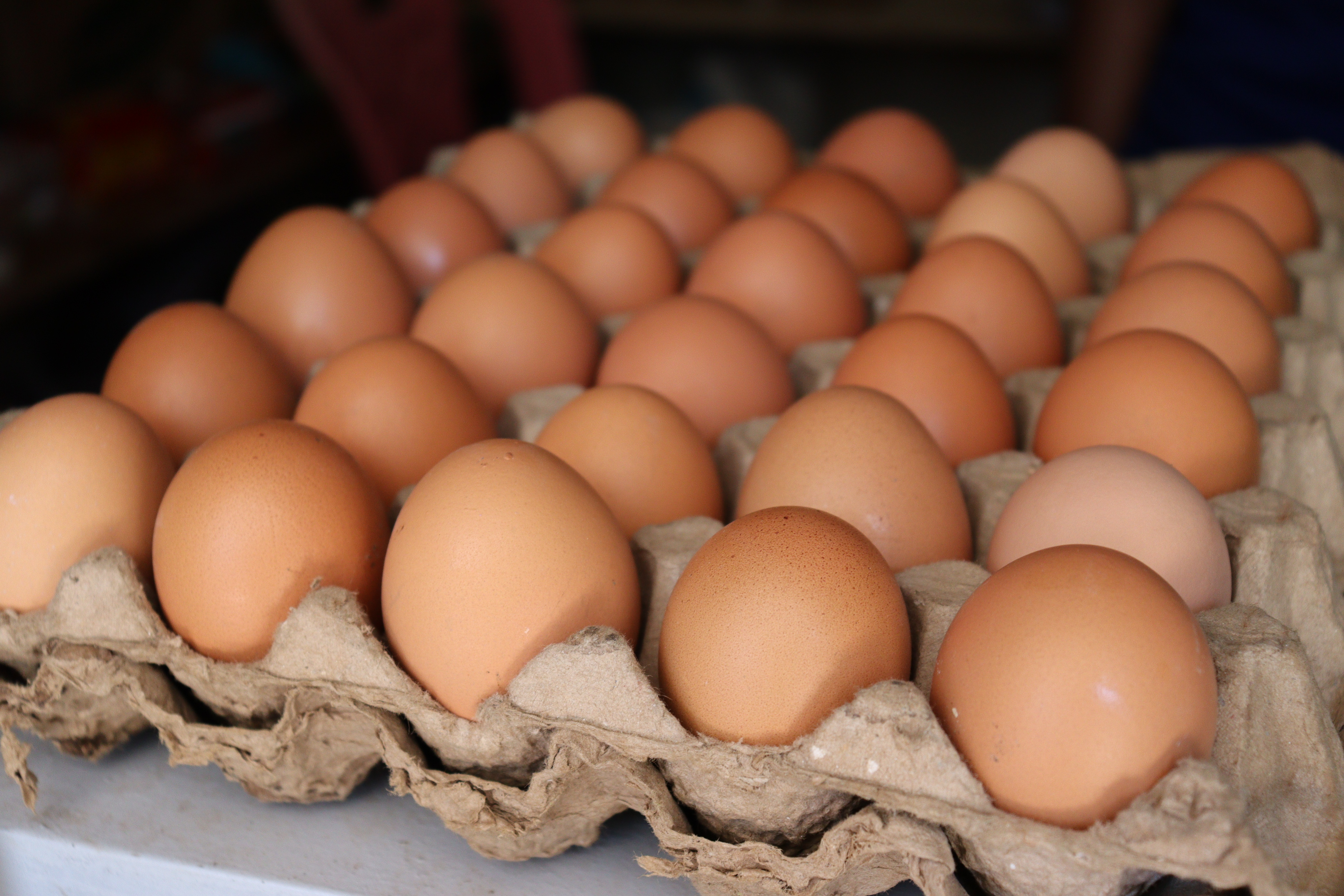
Куриные яйца в лотке

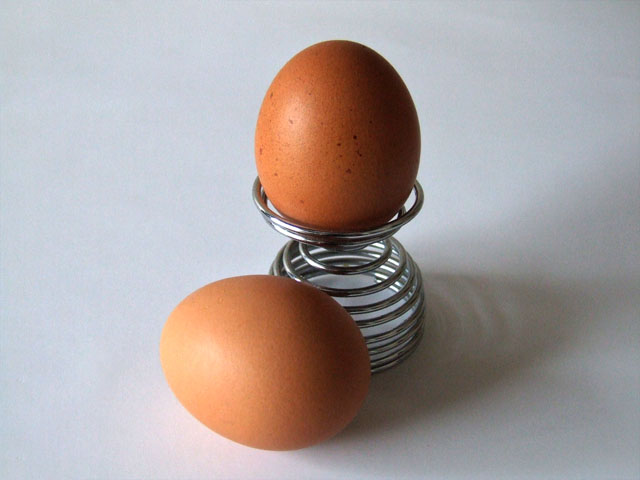
Куриное яйцо в специальной рюмке

Яйцо́ — распространённый пищевой продукт. В силу доступности в настоящее время самыми распространёнными в употреблении являются куриные яйца, хотя любые птичьи яйца могут быть употреблены в пищу человеком. Существует практика употребления яиц некоторых рептилий (например, черепах). Несмотря на пищевую ценность яиц, их потребление может нанести вред здоровью в связи с возможностью заражения сальмонеллой или аллергией на яичные белки.
По всему миру широко распространено массовое производство куриных яиц. В 2009 году 6,4 миллиарда кур во всем мире произвели около 62,1 миллиона тонн яиц.

## История
Птичьи яйца были ценным продуктом питания с доисторических времён, как в охотничьих обществах, так и в более поздних культурах, в которых птицы были одомашнены. Изначально их, видимо, запекали, и лишь с появлением керамической посуды в неолите стали отваривать.
Курица, вероятно, была одомашнена с целью получения яиц около 7500 года до н. э. (от дикой лесной птицы в Юго-Восточной Азии и на индийском субконтиненте). Куры попали в Шумер и Египет к 1500 году до н. э., а затем около 800 года до н. э. в Грецию, где до этого основным источником яиц был перепел. В египетских Фивах, на гробнице Гаремхаба, датируемой приблизительно 1420 годом до н. э., изображён человек, несущий чашу с крупными яйцами страуса и, предположительно, пеликана. В Древнем Риме использовались различные способы сохранения яиц, а приём пищи часто начинался с блюд с яйцами. Римляне измельчали яичную скорлупу в своих тарелках, чтобы там не могли спрятаться злые духи. В Средние века было запрещено употребление яиц, как животного продукта, в пищу во время христианского Великого поста.
В XIX веке развивалась индустрия сушёных яиц, на смену которой пришла индустрия замороженных яиц. В 1878 году компания в Сент-Луисе (штат Миссури) начала процесс сушки путём преобразования желтка и яичного белка в похожее на еду светло-коричневое вещество. Производство сушеных яиц значительно расширилось в США, во время Второй мировой войны для питания военнослужащих и союзных армий.
В 1911 году Джозеф Койл из Смитерса (Британская Колумбия) изобрел картонную коробку для яиц, чтобы разрешить спор о разбитых яйцах между фермером в Балкли-Вэлли и владельцем отеля Aldermere. Первые яичные коробки были сделаны из бумаги.

## Химический состав яиц
Состав колеблется в зависимости от вида, породы, возраста, условий содержания и кормления домашней птицы:
| Вид яиц   | Содержание, % | Содержание, % | Содержание, % | Содержание, %        | Содержание, % | Калорийность 100 г яичной массы, ккал/кДж |
| --------- | ------------- | ------------- | ------------- | -------------------- | ------------- | ----------------------------------------- |
| Вид яиц   | Белки         | Жиры          | Углеводы      | Минеральные вещества | Вода          | Калорийность 100 г яичной массы, ккал/кДж |
| Куриные   | 12,57         | 12,02         | 0,67          | 1,07                 | 73,67         | 158/663                                   |
| Утиные    | 12,77         | 15,04         | 0,30          | 1,08                 | 70,81         | 184/772                                   |
| Гусиные   | 13,90         | 13,30         | 1,31          | 1,10                 | 70,40         | 180/756                                   |
| Индюшиные | 14,04         | 11,80         | 1,20          | 0,80                 | 73,1          | 165/693                                   |

## Пищевая ценность куриного яйца

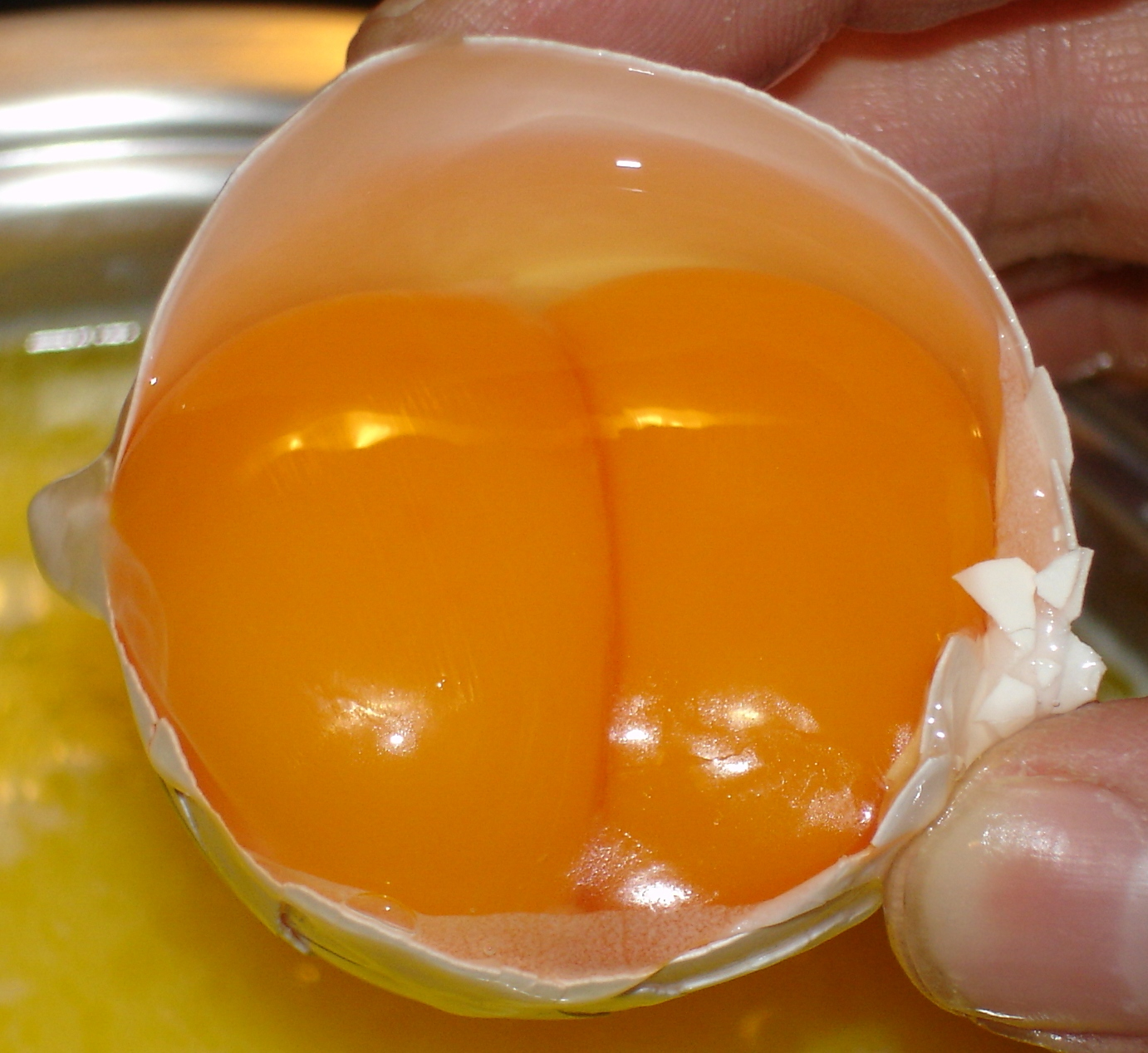
Яйцо с двумя желтками

Яйцо состоит из яичного белка и желтка в известковой светопроницаемой скорлупе. Цвет желтка зависит от рациона несушки и может быть от бледного жёлтого до тёмно-оранжевого и зеленоватого. Желток содержит белки, жиры и холестерин. Яичный белок состоит из воды и белков. У куриного яйца белок составляет 56-58 %, желток 30-32 %, скорлупа 12 % от общей массы или, приблизительное соотношение, 14:8:3. Соотношение наибольшего диаметра к диаметру в поперечнике составляет 1,4:1.
| Средняя масса одного куриного яйца, г | Отход на скорлупу, стек и потери | Коэффициент пересчёта (остаток в десятичном виде) |
| ------------------------------------- | -------------------------------- | ------------------------------------------------- |
| От 48 и выше                          | 12,0 %                           | 0,880                                             |
| От 43 до 48                           | 12,5 %                           | 0,875                                             |
| До 43                                 | 13,0 %                           | 0,870                                             |

При нарушении функции яичников куры могут нести яйца без желтка или с двумя желтками.
Разные породы кур откладывают яйца разного цвета. Цвет яйца никак не связан с его пищевыми свойствами. В России и в США куриные яйца обычно белые или светло-бежевые, в Великобритании они обычно светло-коричневые.

### Состав яичного белка
Яичный белок содержит в среднем: 85,7 % воды, 12,7 % белков, 0,3 % жиров, 0,7 % углеводов, 0,6 % минеральных веществ, глюкозу, ферменты (протеаза, дипептидаза, диастаза), витамины группы B. Удельный вес белка 1,045 г, он свёртывается при температуре 60-65 °C, а при −0,45 °C замерзает. Белок состоит в основном из полноценных белков и в сыром виде плохо усваивается пищеварительной системой человека.
Перечень белков в составе яичного белка
- Овальбумин (около 54 %). Овальбумин преобладает в яичном белке, он был одним из первых белков, выделенных в чистом виде в 1889 году.
- Овотрансферрин или кональбумин (12—13 %). Овотрансферрин имеет антибактериальное действие, в комбинации с лизоцимом показывает антибактериальный синергизм.
- Лизоцим (3,4—3,5 %). Лизоцим (muramidase) — один из давно известных и коммерчески используемых компонентов яйца. Широко применяется как бактериолитический фермент практически со времени открытия этого вещества в 1922.
- Овомукоид — главный фактор, вызывающий аллергические реакции в организме.
- Овомуцин (1,5—3,5 %). Овомуцин — высоковязкий гликопротеин.
- Овоглобулины (2 %). Включает две разновидности G1 и G2, при взбивании способствует образованию пены.

### Состав яичного желтка
На долю желтка приходится до 33 % жидкого содержания яйца.
Калорийность желтка — 352 ккал на 100 г, что в 8 раз больше, чем в белке (44 ккал на 100 г). В составе желтка 50-54 % воды, 16-17 % белков, 30-32 % жиров и липоидов, по 1 % углеводов и минеральных веществ. Желток 50-граммового куриного яйца весит около 17 граммов и содержит примерно: 2,7 г белков, 139 мг холестерина, 0,61 г углеводов и 4,51 г жиров (по данным USDA). Жиры желтка находятся в эмульгированном состоянии и хорошо усваиваются. Белки в составе яичного желтка представлены ововителином и фосфитином.
| Полиненасыщенные жирные кислоты | Линолевая кислота         | 16 % |
| Полиненасыщенные жирные кислоты | Альфа-линоленовая кислота | 2 %  |
| Мононенасыщенные жирные кислоты | Пальмитолеиновая кислота  | 5 %  |
| Мононенасыщенные жирные кислоты | Олеиновая кислота         | 47 % |
| Насыщенные жирные кислоты       | Пальмитиновая кислота     | 23 % |
| Насыщенные жирные кислоты       | Стеариновая кислота       | 4 %  |
| Насыщенные жирные кислоты       | Миристиновая кислота      | 1 %  |

### Содержание витаминов
100 г куриных яиц содержат следующие витамины:
| Витамины                 | Белок | Желток | Яйцо в целом |
| ------------------------ | ----- | ------ | ------------ |
| А, мг                    | 0     | 1,26   | 0,45         |
| В6, мг                   | 0,01  | 0,37   | 0,14         |
| В12, мкг                 | 0     | 6,0    | 2,0          |
| Е, мг                    | 0     | 3,0    | 1,2          |
| D, мкг                   | 0     | 5,0    | 2,0          |
| Фолацин, мкг             | 1,2   | 45,0   | 17,0         |
| Рибофлавин, мг           | 0,56  | 0,24   | 0,44         |
| Ниацин, мг               | 0,43  | 0,34   | 0,39         |
| Тиамин, мг               | Следы | 0,18   | 0,07         |
| Пантотеновая кислота, мг | 0,30  | 3,0    | 1,2          |
| Холин, мг                | -     | -      | 320          |
| Биотин, мкг              | 7,0   | 50,0   | 20,7         |

## Виды яиц

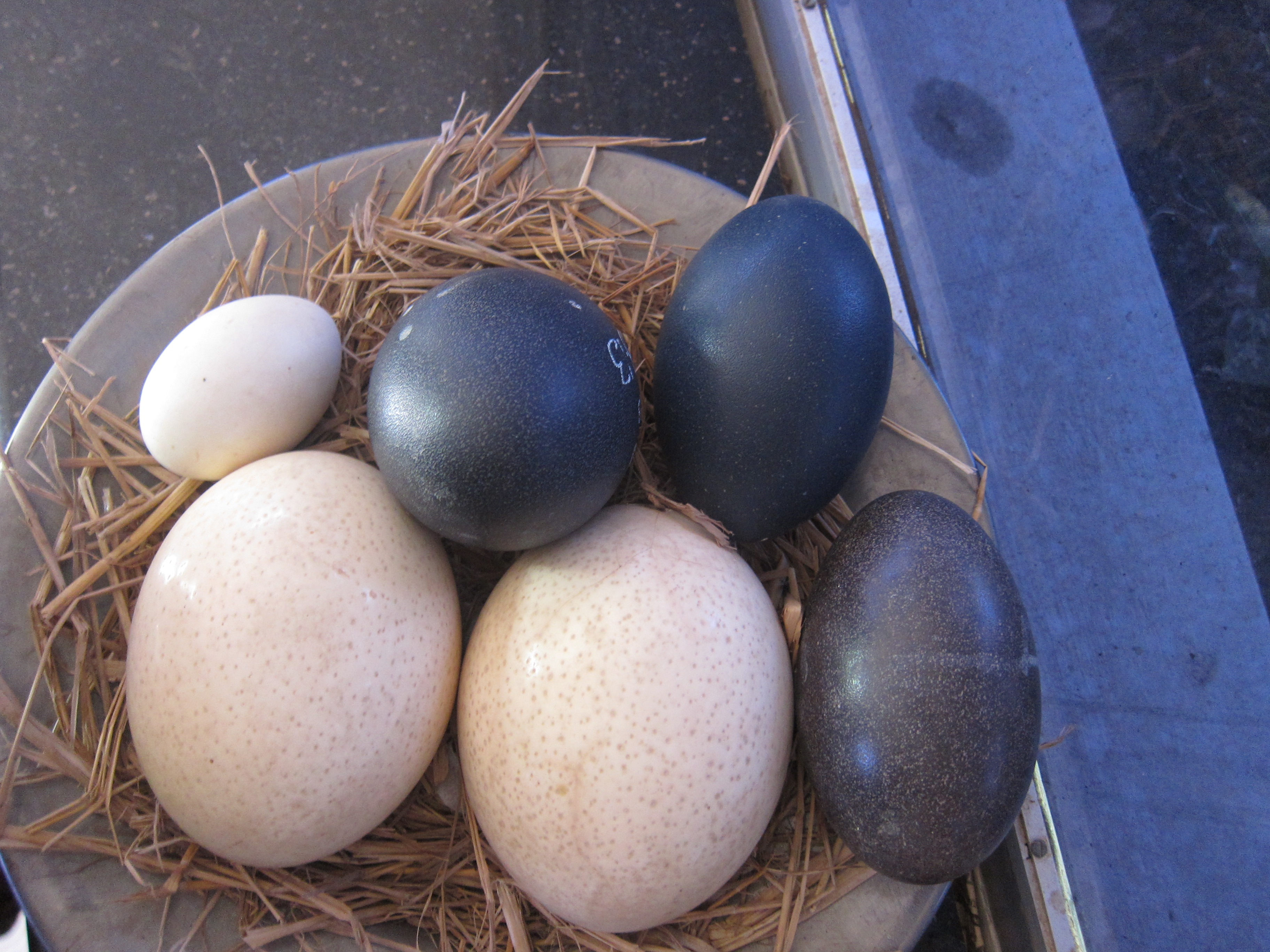
Страусиные (крупные), утиное (мелкое) и эму (тёмные) яйца

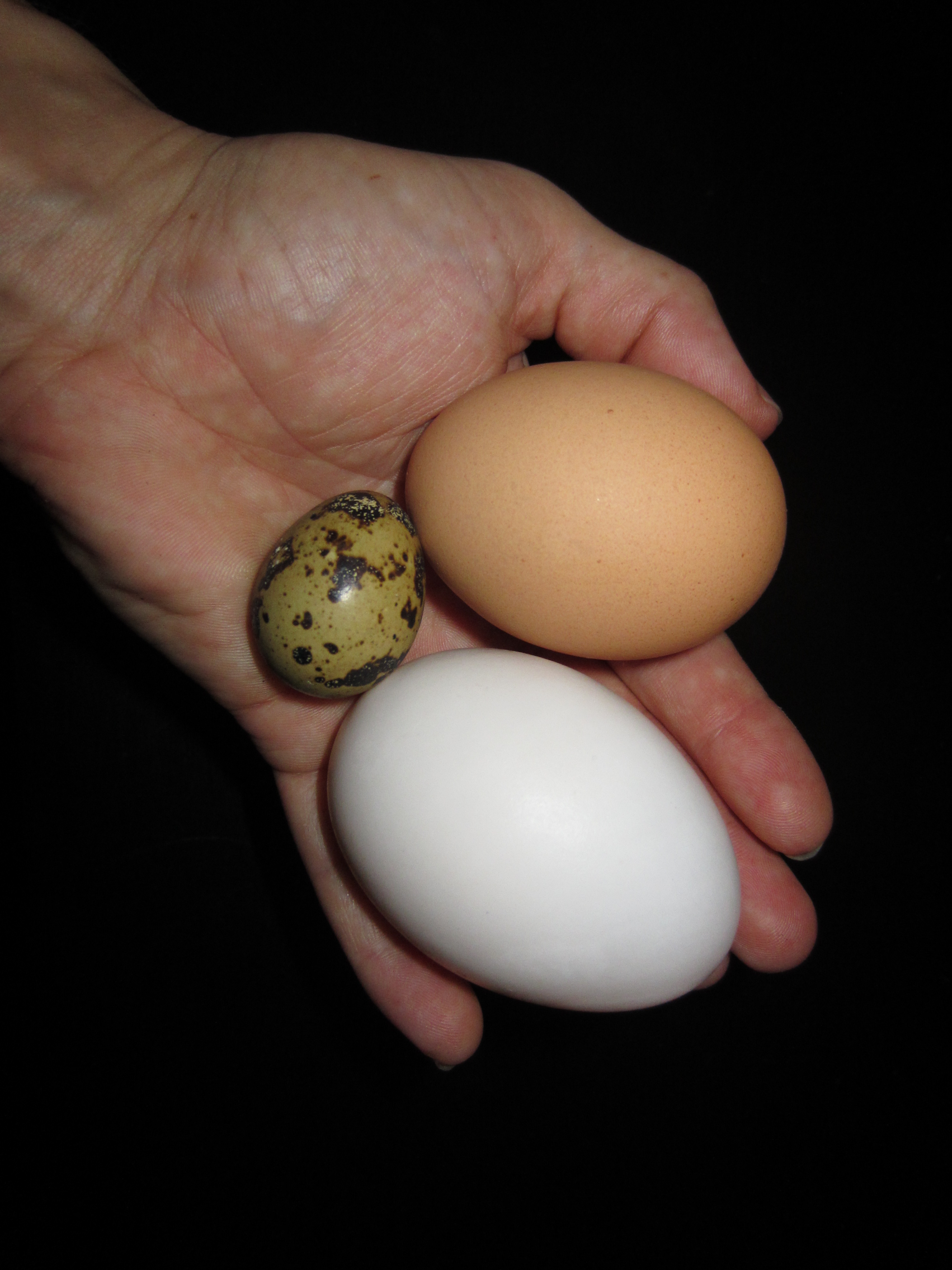
Перепелиное (в крапинку), куриное (сверху) и утиное яйца

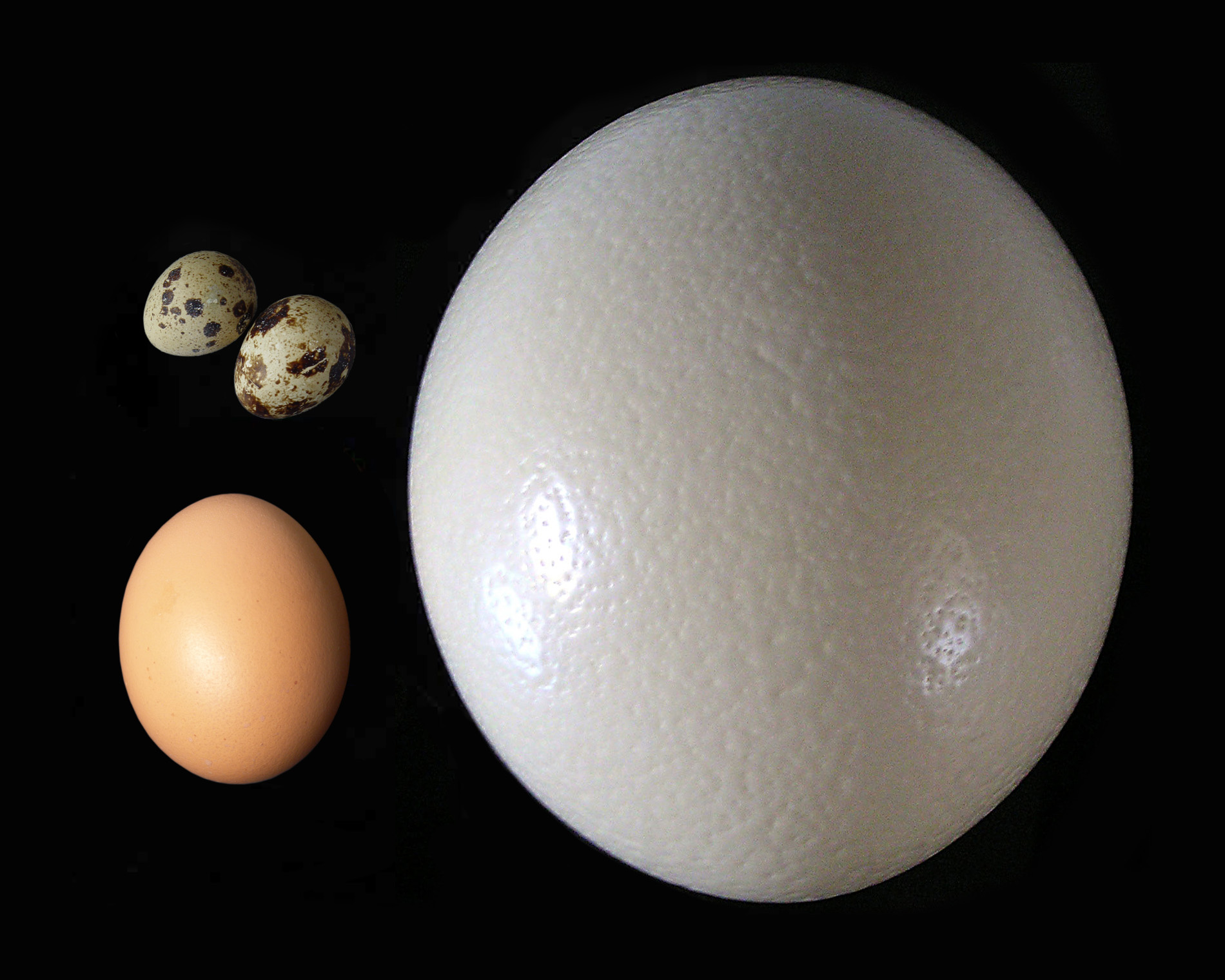
Куриное яйцо в сравнении с перепелиным и страусиным яйцами

Чаще всего едят куриные яйца, а также утиные и гусиные. Но употребляются в пищу также индюшачьи, перепелиные, страусиные яйца и яйца других птиц.
Помимо яиц птиц, в пищу используют яйца черепах и другие:
| Вид яиц     | Средняя масса 1 яйца, г | Минимально допустимая масса 1 яйца, г |
| ----------- | ----------------------- | ------------------------------------- |
| Куриные     | 55                      | 35                                    |
| Перепелиные | 10—12                   | 10                                    |
| Утиные      | 90                      | 75                                    |
| Гусиные     | 200                     | 160                                   |
| Индюшачьи   | 75                      | 60                                    |
| Фазаньи     | 60                      |                                       |
| Страусиные  | 1000                    | 650                                   |
| Эму         | 780                     |                                       |
| Цесарки     | 43—48                   | 36                                    |

## Классификация и маркировка куриных яиц
По действующим российским стандартам в зависимости от качества и срока хранения куриные яйца подразделяют на столовые и диетические. К диетическим относятся яйца, хранившиеся не более 7 суток, не считая дня снесения, столовые яйца хранятся 25 суток, а в холодильнике — 120 суток. Категория яйца указывается первой буквой в маркировке, которая проставляется на каждом яйце:
- Буква «Д» обозначает диетическое яйцо, такие яйца реализуются в течение 7 дней.
- Буква «С» обозначает столовое яйцо, которое реализуется в течение 25 дней.

Второй знак в маркировке означает категорию яйца в зависимости от его массы:
- Третья категория (3) — от 35 до 44,9 г.
- Вторая категория (2) — от 45 до 54,9 г.
- Первая категория (1) — от 55 до 64,9 г.
- Отборное яйцо (О) — от 65 до 74,9 г.
- Высшая категория (В) — 75 г и более.

Таким образом, маркировка «СВ» указывается на столовых яйцах высшей категории, а «Д1» — на диетических яйцах первой категории.
Независимо от категории куриного яйца производители могут придавать ему ряд интересных свойств. Например, на рынке имеются яйца с ярким желтком и двумя желтками, обогащённые селеном или йодом.

## География производства и потребления
Тройку лидеров по производству куриных яиц составляют Китай, США и Индия. Крупнейшими производителями куриных яиц в мире (приведены страны с выпуском более 10 млрд штук) в 2016 году по данным Продовольственной и сельскохозяйственной организации ООН были:.
| Крупнейшие производители куриных яиц (млн штук) | Крупнейшие производители куриных яиц (млн штук) | Крупнейшие производители куриных яиц (млн штук) | Крупнейшие производители куриных яиц (млн штук) |
| Страна                                          | 2014 год                                        | 2016 год                                        | 2022 год                                        |
| ----------------------------------------------- | ----------------------------------------------- | ----------------------------------------------- | ----------------------------------------------- |
| Китай                                           | 452 169                                         | 530 000                                         | 583 963                                         |
| Индия                                           | 75 970                                          | 82 929                                          | 119 477                                         |
| США                                             | 100 879                                         | 101 953                                         | 109 514                                         |
| Бразилия                                        | 44 811                                          | 45 789                                          | 58 639                                          |
| Мексика                                         | 51 344                                          | 54 404                                          | 58 526                                          |
| Россия                                          | 41 313                                          | 43 087                                          | 45 717                                          |
| Япония                                          | 41 699                                          | 42 704                                          | 43 279                                          |
| Индонезия                                       | 28 872                                          | 33 214                                          | 32 035                                          |
| Пакистан                                        | 14 556                                          | 16 188                                          | 22 512                                          |
| Турция                                          | 17 145                                          | 18 098                                          | 19 808                                          |
| Нигерия                                         | 14 666                                          | 11 216                                          | 16 590                                          |
| Колумбия                                        | 11 529                                          | 12 817                                          | 16 250                                          |
| Франция                                         | 15 928                                          | 16 029                                          | 15 364                                          |
| Египет                                          |                                                 |                                                 | 15 354                                          |
| Аргентина                                       | 10 642                                          | 12 585                                          | 15 291                                          |
| Филиппины                                       |                                                 |                                                 | 14 760                                          |
| Республика Корея                                | 11 363                                          | 12 966                                          | 13 692                                          |
| Испания                                         | 12 498                                          | 12 302                                          | 13 477                                          |
| Иран                                            | 11 429                                          | 19 766                                          | 13 377                                          |
| Германия                                        | 12 685                                          | 13 097                                          | 13 224                                          |
| Таиланд                                         | 11 706                                          | 10 797                                          | 13 205                                          |
| Малайзия                                        | 12 127                                          | 13 842                                          | 12 006                                          |
| Украина                                         | 19 391                                          | 14 799                                          | 11 803                                          |
| Бангладеш                                       |                                                 |                                                 | 10 866                                          |
| Великобритания                                  | 11 653                                          | 12 370                                          | 10 866                                          |
| ЮАР                                             |                                                 |                                                 | 10 604                                          |
| Канада                                          |                                                 |                                                 | 10 398                                          |
| Перу                                            |                                                 |                                                 | 10 219                                          |
| Польша                                          | 10 255                                          | 10 600                                          | 10 078                                          |

Мексика занимает первое место в мире по потреблению яиц (на 2009 год), на одного жителя приходится полтора яйца в сутки. Ранее лидером числилась Япония, где на одного жителя приходится 1 яйцо в сутки, Россия занимает 12-е место.

### Россия
Яичные производства в России распределяются неравномерно: почти 29 % крупнейших яичных птицефабрик сосредоточено в Центральном федеральном округе, на долю Приволжского округа приходится около четверти, Северо-западного и Сибирского округов — по 14 %, в Южном округе — 11 %, Уральском — 6 %, Дальневосточном — 4 %.

В 2012 году в России было произведено 42 млрд яиц, что превышает медицинские показатели потребления на душу населения — 277 штук в год при норме в 260 штук. А в 2021 году производство яиц оценивается около 44,9 млрд штук. Норма потребления куриных яиц 260 штук в год на человека указана в рекомендациях по рациональным нормам потребления пищевых продуктов, отвечающих современным требованиям здорового питания (приказ Минздрава России от 19.08.2016 № 614).

## Приготовление

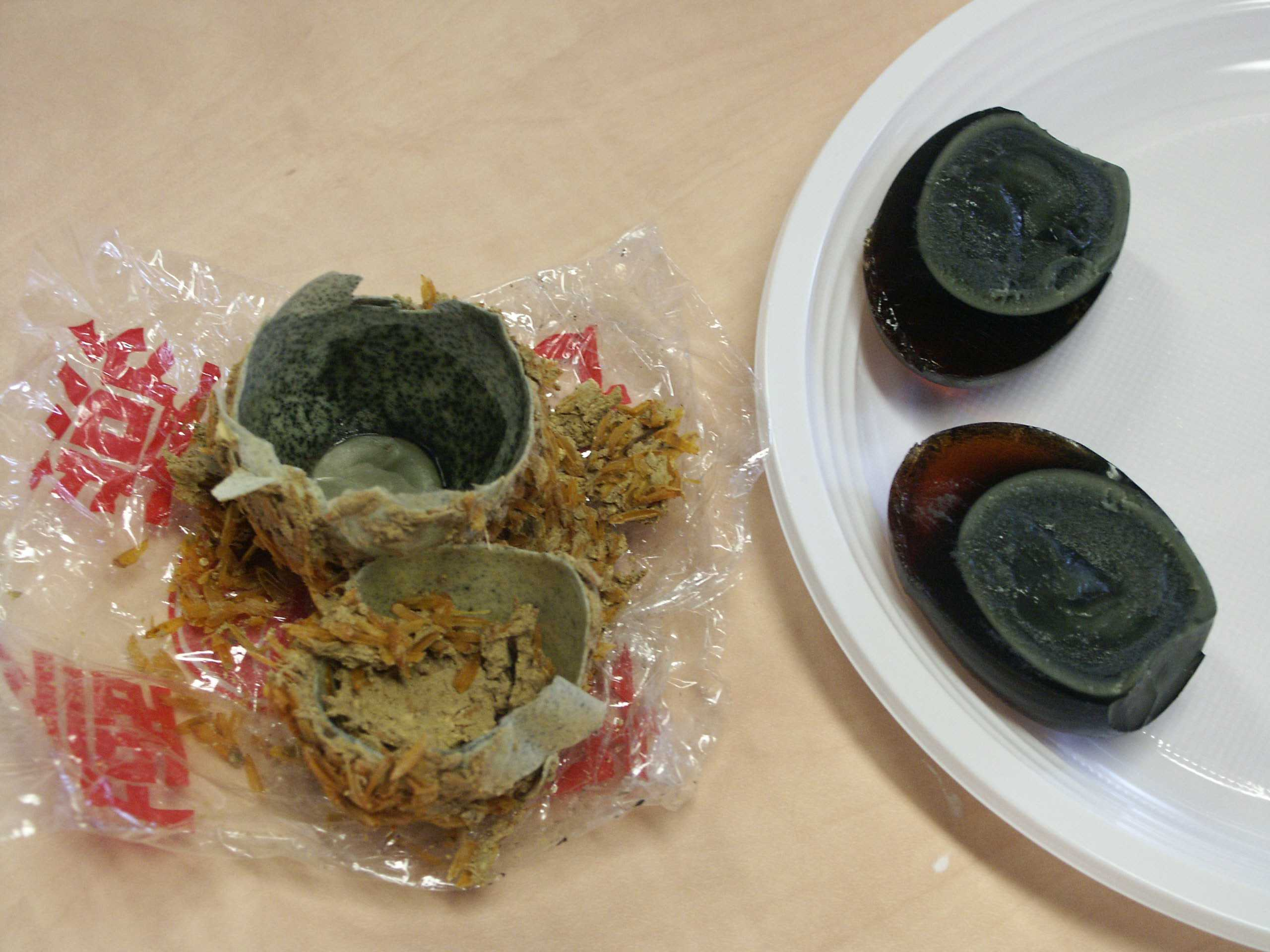
«Столетнее яйцо»

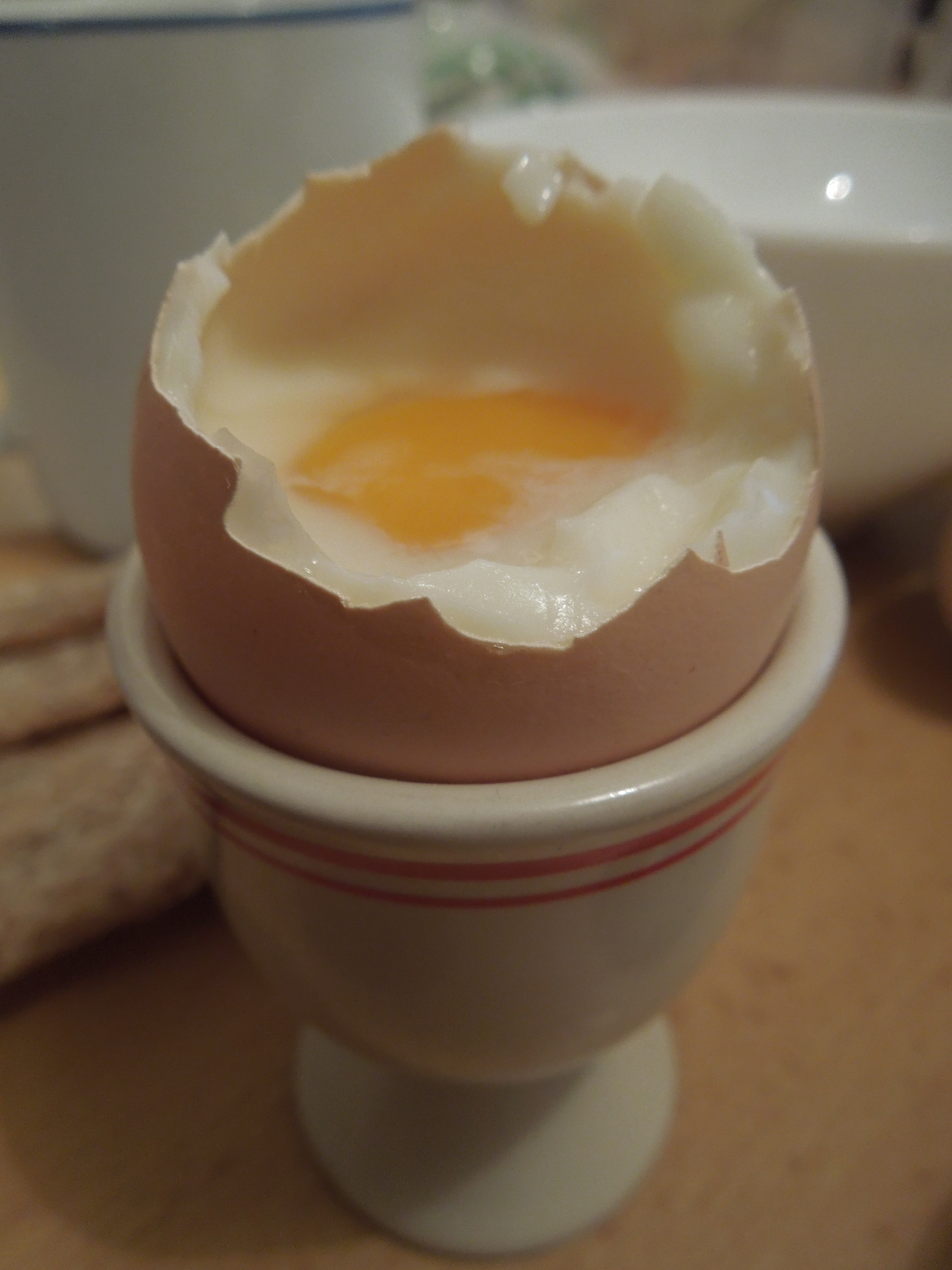
Яйцо, сваренное всмятку

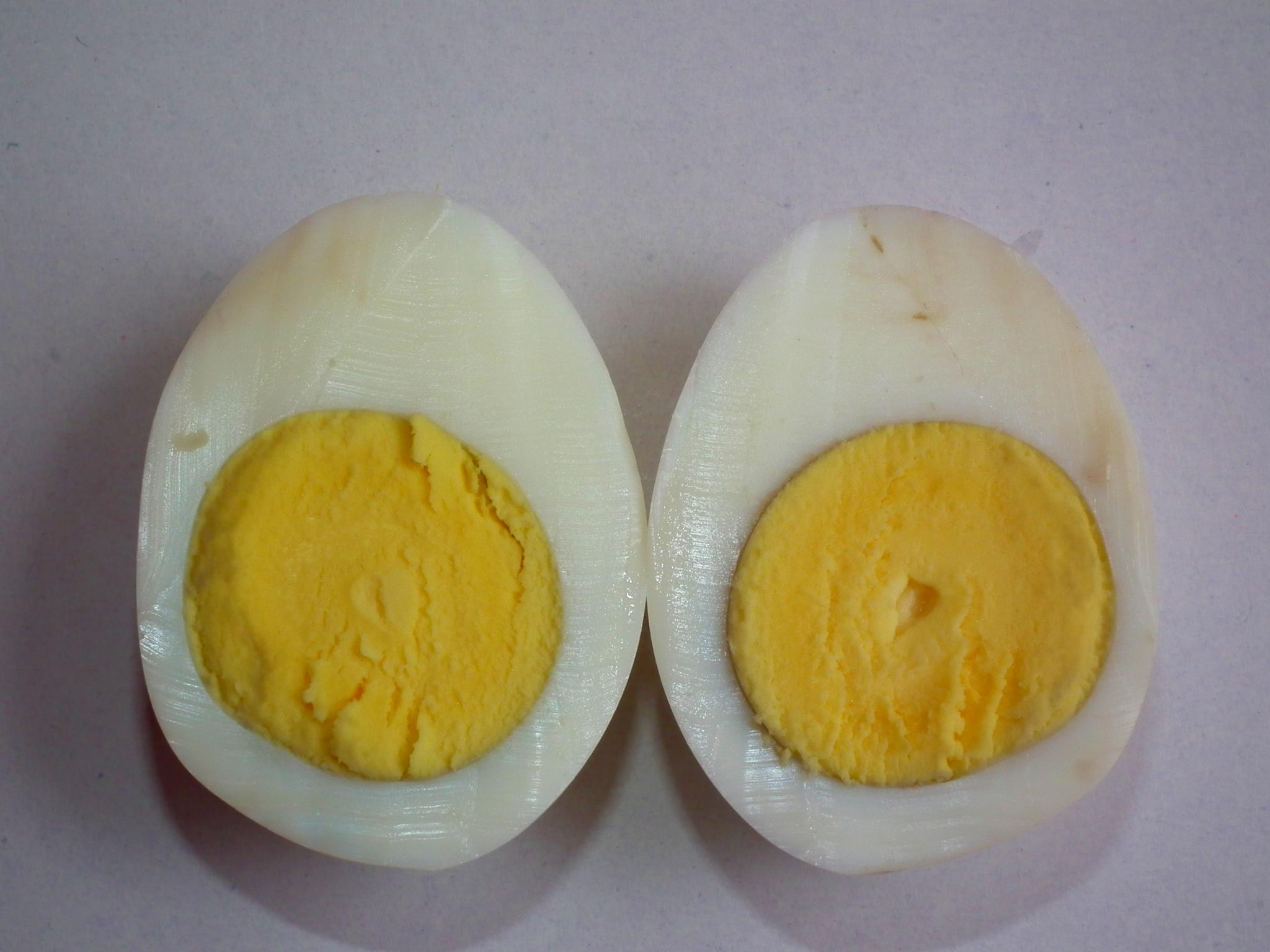
Разделённое на 2 половинки яйцо, сваренное вкрутую

В целях предупреждения инфекций (сальмонеллёзы) предпочтительно использовать яйца после тепловой обработки. Безопасное употребление в пищу сырых яиц основано на том, что белок сворачивается при температуре 63 °C, в то время как сальмонеллы погибают уже при 55 °C. Яйцо, выдержанное должное время в этом интервале температур, можно употреблять как отдельное блюдо или в составе майонеза, гоголь-моголя, крема тирамису и др.
Перед тем как приготовить яйцо, его необходимо промыть, чтобы очистить яйцо от грязи и вредных организмов. Промывается яйцо тёплой водой температуры порядка 45 °C. При промывке яйца тёплой водой внутри него создаётся давление, которое препятствует проникновению внутрь бактерий и частичек грязи. При использовании холодной воды эффект от промывания водой может быть обратным.
Использование яиц водоплавающих птиц имеет ряд ограничений. Обработка яйца, используемого для приготовления блюд, осуществляется в отведённом месте в специальных промаркированных ёмкостях в следующей последовательности: тёплым раствором кальцинированной соды (1—2 %), раствором хлорамина (0,5 %) или другими разрешёнными для этих целей моющими и дезинфицирующими средствами, после чего ополаскивают холодной проточной водой. Чистое яйцо выкладывают в чистую промаркированную посуду.
Яйца готовят следующими способами:
- Запекают в духовке.
- Варят. Иногда при варке добавляют соль, чтобы содержимое яйца не вытекло, если само яйцо при варке треснуло. Варёные яйца едят и как отдельное блюдо, и употребляют в качестве ингредиента при приготовлении сэндвичей, салатов. Продолжительность варки куриных яиц[28]:
  - яйца всмятку варятся 3—4 минуты с момента погружения в кипяток;
  - яйца «в мешочек» — 5—6 минут;
  - яйца вкрутую — 8—10 минут после закипания воды. Более продолжительное время варки яйца приводит к нежелательному потемнению наружного слоя желтка, вызванному накоплением продуктов распада.
- Жарят, делая яичницу, омлет, дрочёну, «яйцо в корзине» и т. п. Причём при жарке яичницы на заранее нагретой сковороде консистенция готового блюда значительно отличается от консистенции при жарке на холодной сковороде.
- Распускают (разбивают скорлупу и выливают в горячую воду). Приготовленные таким образом яйца называются яйца-пашот.
- Делают гоголь-моголь, взбив желток или всё яйцо с сахаром. Взбитый белок с сахаром называется безе.
- Добавляют в коктейли.
- Солят или маринуют.
- Яйца являются ингредиентом теста для многих видов мучных изделий, а также компонентом для разнообразных блюд, например котлет и сладких гренок.
- Из яичного желтка и крошеного хлеба делают болтушку.
- Яичный желток один из основных ингредиентов майонеза и, по одной из версий, дал ему имя.
- Взбитый яичный белок является основным ингредиентом безе и бисквитного теста.
- В Китае утиные яйца подвергают ферментации особым образом (в смеси воды, чая, «поташа, поваренной соли и сожжённого дубового дерева) в течение 100 дней. Такой способ приготовления называется столетнее», или «тысячелетнее яйцо».
- В китайской провинции Чжэцзян популярны яйца, отваренные в моче мальчиков до 10 лет.
- На Филиппинах и в Камбодже деликатесом считается балют — варёное утиное яйцо, в котором уже сформировался плод с оперением, хрящами и клювом.